# Mathias von Lüttichau

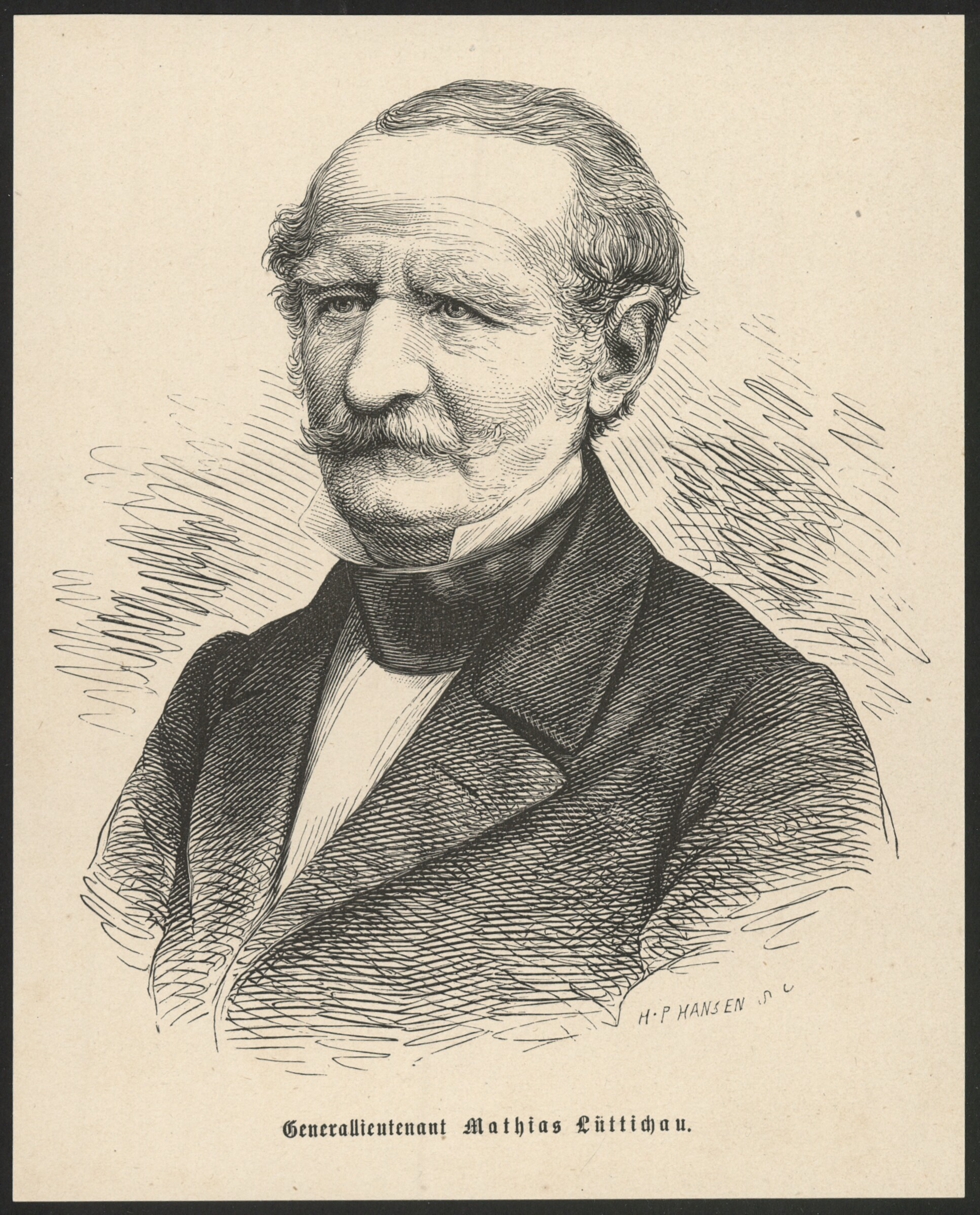
Mathias von Lüttichau

Mathias von Lüttichau (* 9. Dezember 1795 auf Einsidelsborg; † 13. April 1870 auf Store Grundet bei Vejle) war ein dänischer Generalleutnant und Kriegsminister.

## Leben
Familie und Herkunft
Von Lüttichau entstammte dem meißnischen Adelsgeschlechte Lüttichau, sein Großvater Christian Detlev von Lüttichau war im 18. Jahrhundert nach Dänemark ausgewandert. Mathias von Lüttichau war das einzige Kind seines Vaters, des späteren Generalkriegskommissars Schack von Lüttichau, und dessen Gattin Anthonia, geb. Lunding. Schack von Lüttichau ließ sich von Anthonia von Lüttichau scheiden und heiratete später Vibeke Ida Wilhelmine von Bülow, aus dieser Ehe entstammt Mathias von Lüttichaus Halbschwester Marie Anette von Lüttichau. 1819 erbte er Store Grundet.
Militärische Karriere
1808 wurde von Lüttichau Artilleriekadett, 1810 „stykjunker“, 1812 wurde er Sekondeleutnant mit dem Dienstalter von 1810. Ab dem 25. Januar 1816 diente von Lüttichau à la suite, 1818 wurde ihm der Charakter eines Premierleutnants verliehen. 1823 wurde von Lüttichau wirklicher Premierleutnant und bekam 1828 den Charakter eines Kapitäns verliehen. 1831 wurde er zum Kapitän zweiter Klasse ernannt. 1836 wurde von Lüttichau Batteriechef und 1842 Kapitän erster Klasse. Ebenfalls 1842 wurde er Chef der Handwerkerverwaltung in Kopenhagen, 1846 wurde er Major. Ab 1848 diente von Lüttichau im ersten Artillerieregiment. 1849 wurde ihm der Charakter eines Oberstleutnants verliehen und ab dem 10. Januar 1850 war er höchstkommandierender Artillerieoffizier in Jütland, am achten Oktober desselben Jahres bekam er den Charakter eines Obersten verliehen. 1851 wurde von Lüttichau Stabschef der Artilleriebrigade, 1852 wirklicher Oberst, 1854 Kommandeur des 1. Artillerieregiments. Vom 12. Dezember 1854 bis zu seiner Ablösung durch Carl Lundbye am 25. Mai 1856 war er Kriegsminister in der Regierung Bang. Vier Tage später wurde er zum Generalmajor à la suite ernannt und wurde am 30. Oktober 1861 Chef der Artillerie. 13. Dezember desselben Jahres wurde er Mitglied in der ratgebenden Kommission des Kriegsministeriums. 1863 erhielt er den Charakter eines Generalleutnants und war vom 25. Dezember 1863 bis zum 3. März 1864 kommandierender Artillerieoffizier der mobilisierten Armee. Nach de Mezas Rücktritt übernahm er kurzzeitig den Oberbefehl über die Armee.
Politische Karriere
1834 bis 1848 war von Lüttichau Mitglied der Viborger Ständeversammlung, zwischen 1836 und 1848 war er konservativer Wortführer in der Ständeversammlung.
1848 war er Mitglied der Verfassungsgebenden Reichsversammlung. 1851 bis 1854 sowie 1855 bis 1864 war er für den zehnten Kreis Landstingsabgeordneter, 1853 bis 1854 war er Mitglied des Rigsretten (Reichsgericht) und 1854 sowie 1857 bis 1864 vom König bestimmtes Mitglied des Reichsrates.

## Auszeichnungen
- 1821: Kammerjunker[1]
- 1826: Ritterkreuz des Dannebrogordens[1]
- 1843: Kammerherr[1]
- 1848: Dannebrogsmændenes hæderstegn[1]
- 1855: Komtur II. Klasse des Dannebrogordens[3]
- 1865: Großkreuz des Dannebrogordens[1]

## Vorfahren
| Mathias von Lüttichau | Schack von Lüttichau Generalkriegskommissar           | Hans Helmuth von Lüttichau Kammerherr                            | Christian Detlev von Lüttichau Generalmajor |
| Mathias von Lüttichau | Schack von Lüttichau Generalkriegskommissar           | Hans Helmuth von Lüttichau Kammerherr                            | Helle Trolle von Lüttichau, geb. Urne       |
| Mathias von Lüttichau | Schack von Lüttichau Generalkriegskommissar           | Johanne Marie Charlotte Julie von Lüttichau, geb. von Brockdorff | Schack von Brockdorff Oberst                |
| Mathias von Lüttichau | Schack von Lüttichau Generalkriegskommissar           | Johanne Marie Charlotte Julie von Lüttichau, geb. von Brockdorff | Sophie Hedevig von Brockdorff, geb. Grabow  |
| Mathias von Lüttichau | Anthonia Elisabeth Petrea von Lüttichau, geb. Lunding | ?                                                                | ?                                           |
| Mathias von Lüttichau | Anthonia Elisabeth Petrea von Lüttichau, geb. Lunding | ?                                                                | ?                                           |
| Mathias von Lüttichau | Anthonia Elisabeth Petrea von Lüttichau, geb. Lunding | ?                                                                | ?                                           |
| Mathias von Lüttichau | Anthonia Elisabeth Petrea von Lüttichau, geb. Lunding | ?                                                                | ?                                           |